# Velimir Stjepanović
Velimir Stjepanović (cir. serbo: Велимир Стјепановић; Dubai, 7 agosto 1993) è un nuotatore serbo.

## Biografia
Nato a Dubai, da genitori serbi, ha scelto di rappresentare la Serbia nelle competizioni internazionali di nuoto. Ai giochi olimpici di Singapore, nel 2010, ha vinto un argento e un bronzo. Ai Campionati mondiali di nuoto 2011 a Shanghai ha rappresentato la Serbia assieme ad altri otto nuotatori e nuotatrici. Ha preso parte alle gare dei 100 m e 200 m stile libero e dei 200 m farfalla.

## Palmarès
- Mondiali in vasca corta

Doha 2014: bronzo nei 400m sl.
- Europei

Berlino 2014: oro nei 200m sl e nei 400m sl.
Londra 2016: argento nei 200m sl.
Belgrado 2024: oro nella 4x100m sl.
- Europei in vasca corta

Herning 2013: oro nei 200m farfalla e bronzo nei 400m sl.
- Giochi del Mediterraneo

Mersin 2013: oro nei 200m sl, nei 400m sl e nei 200m farfalla.
Tarragona 2018: oro nei 200m sl e nei 200m farfalla e argento nella 4x100m misti.
- Olimpiadi giovanili

Singapore 2010: argento nei 100m sl e bronzo nei 100m farfalla.
- Europei giovanili

Belgrado 2011: oro nei 100m sl e nei 100m farfalla.

## International Swimming League
| Stagione 2019 | stagione 2020 | Stagione 2021 |
| ------------- | ------------- | ------------- |
| DC Trident    | DC Trident    | DC Trident    |